# 移动设备国际利益公约
移动设备国际利益公约（英語：Convention on International Interests in Mobile Equipment），是2001年国际统一私法协会制订的国际公约。公约订于南非开普敦，于2006年3月1日生效，保存人是国际统一私法协会。

## 背景
各缔约国知悉获得和使用高价值或具有特别经济意义的移动设备的需要和促进有效率地获得和使用此种设备的融资需要，希望建立明确的规范以推动相关交易，制订公约各条款。

## 内容
公约规定移动设备上的国际利益和相关权利的构成及其效力。公约还对国际利益的构成、不履行的救济、国际登记制度、相关特权与豁免、赔偿责任等作了规定。